# Conrad Gottfried Kuhlau
Conrad Gottfried Kuhlau, född 23 maj 1762, död 31 augusti 1827 i Hovförsamlingen, Stockholms stad, var en svensk bankokommissarie och tonsättare.

## Biografi
Kuhlau komponerade en stråkkvartett samt sonater, pianoverk och violinverk. Han invaldes som ledamot nummer 243 i Kungliga Musikaliska Akademien den 28 december 1822. Han var far till ledamot nummer 398 Conrad Ludvig Kuhlau.
Kuhlau var son till hovmusikern Christian Ludwig Kuhlau.